# Jeanne Immink

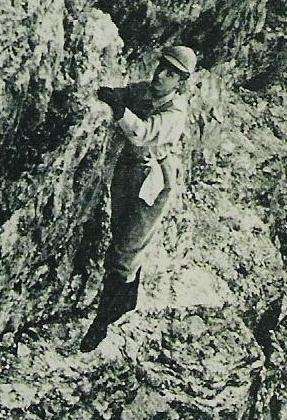
Jeanne Immink op de Kleine Zinne, 1893

Jeannette Friederike Hermine (Jeanne) Immink - Diest (Amsterdam, 10 oktober 1853 – Milaan, 20 augustus 1929) was de eerste bergbeklimster die bergen in de vierde moeilijkheidsgraad van de UIAA beklom.
Van 1890 tot 1895 was zij de koningin van de Kleinen Zinne en de Fünffingerspitze, twee toetsstenen van de bergsport in de Dolomieten. Ze was de eerste die een klimriem droeg. Jeanne Immink is de enige persoon naar wie, vanwege belangrijke prestaties op het gebied van de bergsport, twee naast elkaar gelegen bergtoppen werden genoemd: de Cima Immink en de Campanile Giovanna. Zij stond, samen met enkele andere vrouwen, aan de basis van de in Nederland georganiseerde bergsport.
Jeanne trouwde op 22 oktober 1874 in Amsterdam met Johannes Carolus Immink, maar ze scheidden op 5 januari 1884, in Zuid-Afrika. Ze kreeg twee zoons, Wilhelm Louis (1879) en Louis Immink (1882).
Sinds 2009 wordt er jaarlijks in Eindhoven de Cima Immink-dag georganiseerd, die in het teken van vrouwen in de klimsport staat.